# FC Thanh Hóa
Der Football Club Thanh Hóa (vietnamesisch Câu lạc bộ bóng đá Khánh Hòa) ist ein vietnamesischer Fußballverein aus Thanh Hóa. Aktuell spielt der Verein in der höchsten Liga des Landes, der V.League 1.

## Geschichte
Gegründet wurde der Verein 2009 unter dem Namen Lam Sơn Thanh Hóa. 2011 änderte sich der Name des Vereins zum heutigen Vereinsnamen.

## Erfolge
- Vietnamesischer Vizemeister: 2017, 2018

- Vietnamesischer Supercup-Sieger: 2009, 2023

- Vietnamesischer Pokalsieger: 2023, 2023/24
- Vietnamesischer Pokalfinalist: 2018

## Stadion
Seine Heimspiele trägt der Verein im Thanh Hóa Stadium in Thanh Hóa in der Provinz Thanh Hóa aus. Das Stadion hat ein Fassungsvermögen von 14.000 Personen.

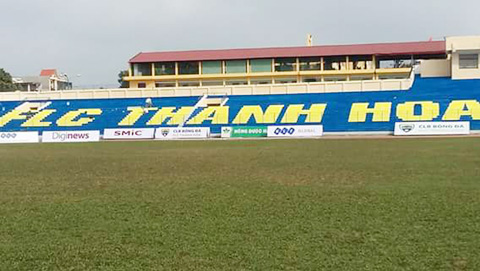
Thanh Hóa Stadium

Koordinaten: 19° 47′ 56,9″ N, 105° 46′ 21,9″ O

## Trainerchronik
Stand: Oktober 2024
| Trainer               | Nation                          | von                | bis                |
| --------------------- | ------------------------------- | ------------------ | ------------------ |
| Vũ Trường Giang       | Vietnam                         | 2010               | 2011               |
| Lê Thụy Hải           | Vietnam                         | 2011               |                    |
| Đàm Văn Hải           | Vietnam                         | 2011               |                    |
| Lê Thụy Hải           | Vietnam                         | 2011               |                    |
| Đàm Văn Hải           | Vietnam                         | 2011               |                    |
| Triệu Quang Hà        | Vietnam                         | 2011               | 2012               |
| Mai Đức Chung         | Vietnam                         | 2013               | 2014               |
| Hoàng Thanh Tùng      | Vietnam                         | 2014               |                    |
| Vũ Quang Bảo          | Vietnam                         | 2015               |                    |
| Hoàng Thanh Tùng      | Vietnam                         | 2015               | 4. Dezember 2016   |
| Ljupko Petrovic       | Serbien Bosnien und Herzegowina | 4. Dezember 2016   | 28. November 2017  |
| Marian Mihail         | Rumänien                        | 14. Dezember 2017  | 7. April 2018      |
| Hoàng Thanh Tùng      | Vietnam                         | 7. April 2018      | 3. Mai 2018        |
| Nguyễn Đức Thắng      | Vietnam                         | 3. Mai 2018        | 2. Juli 2019       |
| Vũ Quang Bảo          | Vietnam                         | 2. Juli 2019       | 13. August 2019    |
| Mai Xuân Hợp          | Vietnam                         | 13. August 2019    | 30. November 2019  |
| Fabio Lopez           | Italien                         | 22. November 2019  | 8. Juni 2020       |
| Nguyễn Thành Công     | Vietnam                         | 8. Juni 2020       | 11. September 2020 |
| Mai Xuân Hợp          | Vietnam                         | 11. September 2020 |                    |
| Ljupko Petrovic       | Serbien Bosnien und Herzegowina | 1. Dezember 2020   | 6. November 2022   |
| Svetislav Tanasijević | Serbien                         | 6. November 2022   | 30. November 2022  |
| Velizar Popov         | Bulgarien                       | 1. Dezember 2022   | heute              |

## Saisonplatzierung
| Saison  | Liga       | Platz                                                  | Vietnamese Cup                                         | Supercup                                               |
| ------- | ---------- | ------------------------------------------------------ | ------------------------------------------------------ | ------------------------------------------------------ |
| 2009    |            |                                                        |                                                        | Sieger                                                 |
| 2010    | V.League 1 | 12.                                                    |                                                        |                                                        |
| 2011    | V.League 1 | 7.                                                     | Halbfinale                                             |                                                        |
| 2012    | V.League 1 | 11.                                                    | Viertelfinale                                          |                                                        |
| 2013    | V.League 1 | 5.                                                     | Viertelfinale                                          |                                                        |
| 2014    | V.League 1 | 3.                                                     | Achtelfinale                                           |                                                        |
| 2015    | V.League 1 | 3.                                                     | Achtelfinale                                           |                                                        |
| 2016    | V.League 1 | 6.                                                     | Achtelfinale                                           |                                                        |
| 2017    | V.League 1 | 2.                                                     | Achtelfinale                                           |                                                        |
| 2018    | V.League 1 | 2.                                                     | Finalist                                               |                                                        |
| 2019    | V.League 1 | 13.                                                    | Achtelfinale                                           |                                                        |
| 2020    | V.League 1 | 11.                                                    | Achtelfinale                                           |                                                        |
| 2021    | V.League 1 | Die Liga wurde wegen der COVID-19-Pandemie abgebrochen | Die Liga wurde wegen der COVID-19-Pandemie abgebrochen | Die Liga wurde wegen der COVID-19-Pandemie abgebrochen |
| 2022    | V.League 1 | 8.                                                     | Halbfinale                                             |                                                        |
| 2023    | V.League 1 | 4.                                                     | Sieger                                                 | Sieger                                                 |
| 2023/24 | V.League 1 | 8.                                                     | Sieger                                                 |                                                        |